# Ливанцы
Лива́нцы (араб. الشعب اللبناني‎, [eʃˈʃæʕeb ellɪbˈneːne]) — семитский народ, основное население Ливана. Численность по всему миру достигает до 14 миллионов человек. В религиозном отношении ливанцы христиане (католики и православные) и мусульмане (сунниты, шииты и исмаилиты).

## Ареал расселения и численность
Общая численность ливанцев составляет 14-15 млн чел. В Ливане их численность составляет около 3 971 941 человек, примерно 95 % всего населения, также с ними проживают и другие народы: палестинские беженцы, курды, армяне 4 %, греки, турки и др. Население городов: Бейрут — 1,8 млн, Триполи — 200 тыс., Захла — 120 тыс., Сайда (Сидон) — 163 тыс., Тир — 135 тыс. Ежегодный прирост населения — 1,34 %, коэффициент рождаемости 10,68 на 1000 человек, коэффициент смертности — 6,32 на 1000 человек. Также ливанцы имеют диаспоры в Южной и Северной Америке, Европе, Африке и некоторых других странах Ближнего Востока. Самая большая диаспора ливанцев находится в Бразилии.

## Происхождение
Ливанцы относятся к семитским народам — потомкам древних арамеев и финикийцев, которые смешались с семитскими и несемитскими захватчиками, в том числе с египтянами, персами, греками, римлянами, арабами, ассирийцами, тюрками (османское, сельджукское, мамлюкская эпоха) и европейскими крестоносцами.

## Религия
Численность христиан разных конфессий достигает 40 % населения (по другим данным — около 30 %), а в 1920-е гг., при французском мандате, их было больше половины. На территории страны сосуществуют шесть восточнокатолических церквей — маронитская (западно-сирийская), халдейско-католическая, грекокатолическая, армянокатолическая, сирокатолическая и копто-католическая церковь. Самая многочисленная мусульманская община Ливана — сунниты (31,6 % населения). Друзы (13 % населения) сосредоточены, главным образом, в пограничной с Сирией восточной части долины Бекаа, а в пограничном с Израилем Южном Ливане составляют 10 % населения. Несколько меньшие доли населения Ливана составляют шииты и исмаилиты.

## Язык
Большинство ливанцев говорит на арабском языке (ливанский диалект). На Кипре некоторое число ливанцев сохранило кипрско-арабский язык. Также распространены французский и английский языки.

## Традиции ливанцев
Как и в других арабских странах традиционный образ жизни ливанцев концентрируется вокруг семьи. Западные влияния дали стране космополитический фасад, особенно в главных городах. Вне городов, главным образом в горах, люди сохраняют старые обычаи и традиции. Ливанские люди, несмотря на этническое разнообразие, из-за длинной истории завоевания страны и ассимиляции, являются дружественными и гостеприимными.

### Жилище
Традиционное жилище — каменный одно- или двухэтажный многокамерный (реже — многокамерный) дом с плоской крышей (ранее — земляной, сейчас — бетонной), поддерживаемой одним-двумя столбами. Зачастую двухэтажное здание имеет форму уступа, и перекрытие первого этажа, используемого в качестве хлева и чулана для хранения топлива и сельхозинвентаря, является террасой, где сушат зерно, принимают гостей, а летом — спят. Оконные и дверные проёмы — в виде тройных полуциркульных или стрельчатых арок. С конца XIX века стали строить дома с четырёхскатной черепичной крышей.
Большинство ливанцев в настоящее время проживает в городах. Современный Бейрут, с его застройкой больше напоминает южноевропекйские, нежели ближневосточные города.

### Одежда

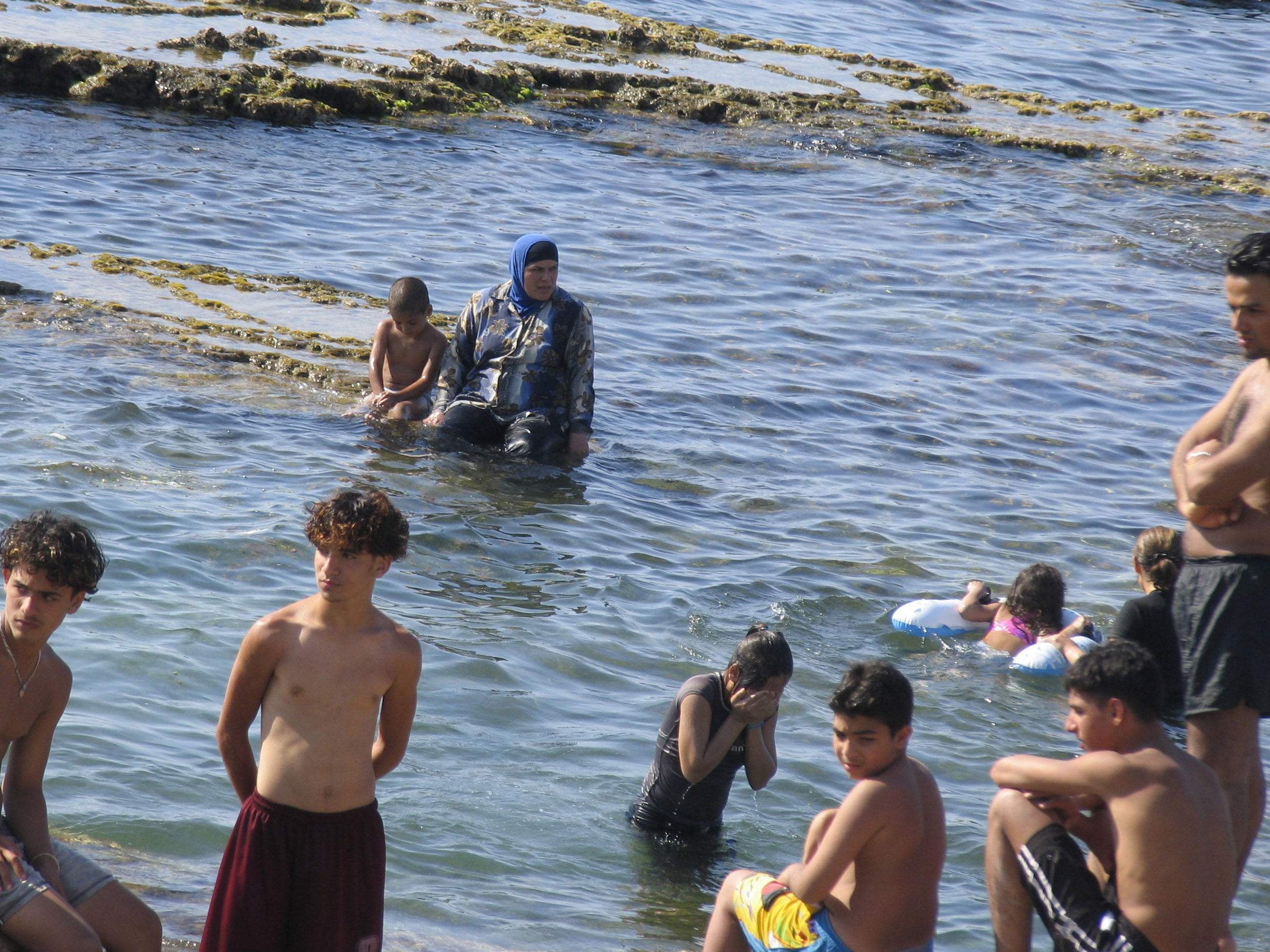
Жители Бейрута купаются в море.

Ограничения на ношение определённых видов одежды немусульманами-кафирами, устанавливавшиеся различными мусульманскими правителями Ливана (предписывалось носить особые пояса-зуннары, чёрные и голубые тюрбаны особого покроя, запрещалось использовать в одежде священных цветов в исламе — зелёного и белого), и бытовавшие на протяжении веков, по большому счёту нивелировались к XIX столетию. К его началу различия между мусульманами и немусульманами сильно сгладились (французский консул в Бейруте А. Гис писал, что основное различие заключалось в том, что мужчины-христиане носили одежду более тёмного цвета, чем мусульмане), а в середине подобные ограничения и вовсе были отменены.
Традиционный костюм ливанцев-горцев состоит из чёрных шаровар, подпоясанной широким красным или чёрным кушаком рубахи, и короткой шерстяной куртки. Головной убор — ляббада, фетровый колпак, и повязанная поверх него белая чалма со свободно спадающими на плечи концами. Другими предметами мужской одежды являются феска-тарбуш, куфия (среди маронитов её носит незначительная часть), плащ-аба и кунбаз — долгополый кафтан. Женская традиционная одежда весьма разнообразна, в целом преобладают широкие шаровары и длинные платья различных цветов. Маронитки-селянки ходили с открытым лицом. Горожанки, как и христианки, так и мусульманки, появлялись на улице в абайе и закрывали лицо. До середины XIX века бытовал тантур — головной убор замужних друзок и марониток, представлявший собой узкий конус высотой около 30 см, укреплявшийся на макушке при помощи матерчатой подставки, и с верхушки которого ниспадала полупрозрачная белая вуаль. Тантур, покрывавшийся чеканным золотом или серебром, визуально увеличивал рост носительницы и придавал её фигуре стройный вид. Тантур носили даже во время сна, снимали его только во время болезни обладательницы. В начале XIX века маронитский патриарх запретил ношение тантура, поскольку оно рассматривалось как проявление идолопоклонства, но выходит из употребления тантур к середине этого же столетия. Обувь — сапоги, поршни и бабуши, туфли без задников.
В настоящее время традиционная одежда вышла из употребления, хотя её отдельные элементы сохраняются у селян в сочетании с европейской одеждой (например, шаровары с пиджаком). В наше время пожилые женщины носят длинные одноцветные платья европейского покроя, а на голове — косынку или платок. Некоторые мусульманки, как правило, покрывают голову платком. В целом мусульмане больше держатся за традиционную одежду, нежели более подверженные вестернизации христиане (даже в сельской местности). Ливанские дизайнеры хорошо известны в мире моды. Ведущие ливанские кутюрье заняты в Париже и Милане.

### Традиционное хозяйство
На побережье выращивают бананы и цитрусовые (апельсины, лимоны и др.), в предгорьях маслины и виноград, выше в горах — яблоки, персики, груши и вишню. Основные плодовые культуры — апельсины и яблоки, а также виноград. Важное товарное значение имеют также овощи и табак. Отмечается рост производства пшеницы и ячменя, но потребности в них не удовлетворяются полностью за счёт внутренних ресурсов. Животноводство не играет в Ливане той роли, которую оно приобрело в других странах Ближнего Востока. В 1995 году в стране насчитывалось 420 тыс. голов коз, 245 тыс. голов овец, 79 тыс. голов крупного рогатого скота.

### Музыка

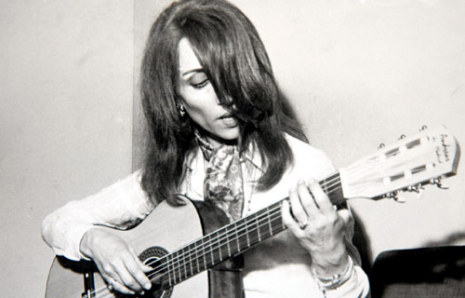
Ливанская певица Файруз с гитарой. Файруз часто называют «матерью ливанской нации».

Самым популярными танцами Ливана (а также Сирии) являются дабка — коллективный танец, женский танец с платком, мужской танец с саблями.
Очень богаты песенные традиции Ливана, бытуют песни боевые величальные, лирические, погребальные, колыбельные, свадебные, религиозные и короткие припевки часто импровизационного характера.

## Ливанская диаспора
Существенная часть ливанцев проживает вне Ливана. В частности, крупная ливанская диаспора существует в Латинской Америке. Так, в Бразилии живут семь миллионов потомков выходцев из Ливана, что почти в два раза больше чем население самого Ливана.
Ливанскую диаспору составляют, в основном, ливанцы-марониты. Первая массовая волна эмиграции ливанцев в Латинскую Америку началась после событий 1860 года, когда в ходе религиозных столкновений мусульмане и друзы уничтожили множество христиан в Южной Сирии и Южном Ливане. Она продолжалась до Первой мировой войны. Вторая волна относится к межвоенному периоду, третья пришлась на 1950—1960-е годы, четвёртая волна началась во время гражданской войны в Ливане (1975—1990 годы) и продолжается по настоящее время.
Ливанские иммигранты занялись в Латинской Америке производством и торговлей тканями, одеждой, обувью, затем заняли серьезные позиции в парфюмерии и ювелирном деле. Многие ливанцы входят в экономическую, политическую, культурную элиту Латинской Америки. Это, например, мексиканский миллиардер Карлос Слим, президент Бразилии Мишел Темер, мексиканская актриса Сальма Хайек, известная колумбийская певица Шакира, юристка и жена Джорджа Клуни Амаль Клуни, а также супруга президента Аргентины Хулиана Авада.